# Jan Horník
Jan Horník (* 19. března 1954 Mariánské Lázně) je český politik, v letech 2004 až 2022 senátor za obvod č. 1 – Karlovy Vary, z toho v letech 2018 až 2022 místopředseda Senátu PČR, v letech 2000 až 2024 zastupitel Karlovarského kraje, od roku 1990 starosta města Boží Dar a v letech 2017 až 2019 místopředseda hnutí STAN.

## Vzdělání a pracovní život
Navštěvoval základní školu a gymnázium v Karlových Varech. Na pražské Vysoké škole zemědělské vystudoval obor meliorace. Po ukončení studií Meliorační fakulty pracoval jako projektant závlah a odvodnění v Agroprojektu. Vypracoval se na ředitele pobočky JZD Chýně a nakonec se staral o majetek TJ Jáchymov jako vedoucí lyžařského areálu a správy majetku. Podniká v oblasti ubytovacích služeb, ale vlivem ekonomické krize se jeho podnikání potýkalo s
problémy. Na internetu se objevily dokonce zprávy o jeho komplikacích se splácením dluhů. Tyto záležitosti zdá se byly vyřešeny po odeznění největších dopadů krize – Jan Horník podniká v oboru ubytovacích služeb i nadále bez zjevných potíží.
Dnes je Jan Horník držitelem řady odborných certifikátů pro zpracování studií a projektů různých kategorií, které zpracovává pro Boží Dar a některé obce v okolí.

## Politická kariéra

### Komunální politika
Od roku 1990 působí jako starosta Božího Daru a svůj mandát dokázal v roce 2010 již popáté obhájit, a to i přes velké zadlužení obce rovnající se 260 tisícům korun na obyvatele, které je ovšem opodstatněné velkým množstvím dotací z EU, na jejichž získávání je vedení Božího Daru opravdovým přeborníkem. Obec Boží Dar úspěšně hospodaří s vyrovnaným rozpočtem a všechny půjčky bez obtíží splácí. Ve volebním období od roku 2006 do roku 2010 získal Boží Dar, se svými 180 obyvateli, z Evropských fondů celých 112 miliónů korun.
V komunálních volbách v roce 2014 obhájil post zastupitele města Boží Dar, když vedl kandidátku hnutí STAN. V listopadu 2014 byl pak zvolen starostou města pro další funkční období. Také ve volbách v roce 2018 obhájil post zastupitele města Boží Dar, když vedl kandidátku hnutí STAN. V říjnu 2018 byl opět zvolen starostou města. V komunálních volbách v roce 2022 byl lídrem kandidátky subjektu „NÁŠ DOMOV BOŽÍ DAR“ (tj. STAN a nezávislí kandidáti). Mandát zastupitele se mu podařilo obhájit.

### Regionální politika
V roce 1992 vstoupil do ODA, v letech 2004 až 2009 byl nestraník. V lednu 2009 se stal členem politického hnutí Starostové a nezávislí (STAN) a byl zvolen do jeho celostátního výboru. Od roku 2000 je také zastupitelem Karlovarského kraje, kam kandidoval v roce 2000 za ODA, roku 2004 za SNK-ED a v roce 2008 za uskupení Alternativa pro kraj. V kraji se Jan Horník zasazuje o zlepšení cestovního ruchu a chce do co největší míry využít potenciál Karlovarského kraje v terciárním sektoru. Usiluje o dostavbu dálnice D6, ve které vidí jak způsob odlehčení městům od dopravy, tak i prostředek ke zvětšení zájmu turistů o Krušnohorský region. Také stojí za názory studentů a občanů Karlovarského kraje a prosazuje zachování několika středních škol v kraji, kterým hrozí jejich zrušení.
Ve volbách v roce 2016 opět obhájil mandát zastupitele Karlovarského kraje, když kandidoval jako člen STAN za subjekt „STAROSTOVÉ A NEZÁVISLÍ (STAN) s podporou KOA, KDU-ČSL a TOP 09“. Stejně tak ve volbách v roce 2020 jako člen hnutí STAN na kandidátce uskupení „STAN - Starostové a nezávislí společně s KOA, VPM Cheb a TOP 09“.
V krajských volbách v roce 2024 vedl z pozice nestraníka za hnutí Společně pro kraj (SproK) kandidátku subjektu „SD-SN+SproK“ do Zastupitelstva Karlovarského kraje. Tímto krokem zároveň přestal být členem hnutí STAN. Mandát krajského zastupitele se mu obhájit nepodařilo.

### Senát PČR
V roce 2004 byl zvolen senátorem za senátní obvod č. 1 – Karlovy Vary za uskupení Alternativa pro kraj a po svém zvolení vstoupil do senátního klubu ED. V senátu byl členem Klubu TOP 09 s podporou Starostů, za které svůj mandát obhájil i ve volbách 2010. V Senátu PČR se mimo jiné stal v roce 2006 členem senátního Výboru pro regionální rozvoj, veřejnou správu a životní prostředí a v návaznosti na to byl později jmenován i zástupcem Monitorovacím výboru dotačního programu Zelená úsporám a nyní uplatňuje v zákonodárné činnosti své zkušenosti se životním prostředím získané v Karlovarském kraji a především v Krušnohorského regionu.
Ve volbách do Senátu PČR v roce 2016 obhajoval za hnutí STAN svůj mandát v obvodu č. 1 – Karlovy Vary. Jeho kandidaturu podporovala i KDU-ČSL. Se ziskem 23,46 % hlasů postoupil z prvního místa do druhého kola, v němž porazil poměrem hlasů 66,17 % : 33,82 % kandidáta hnutí ANO 2011 Josefa Váňu a senátorem tak zůstal.
Dne 14. listopadu 2018 se nejprve neúspěšně utkal s Jaroslavem Kuberou a Václavem Hamplem o post předsedy Senátu PČR. Následně však byl zvolen místopředsedou Senátu PČR, obdržel 56 hlasů od 80 přítomných senátorů. Zároveň skončil jako předseda senátorského Klubu Starostové a nezávislí, ve funkci jej nahradil Petr Holeček. V listopadu 2020 byl opět zvolen místopředsedou Senátu Parlamentu České republiky, když získal 71 ze 77 odevzdaných hlasů.
Ve volbách do Senátu PČR v roce 2022 obhajoval za STAN svůj mandát v obvodu č. 1 – Karlovy Vary. S 12,32 % hlasů se umístil na 4. místě, do 2. kola voleb tak vůbec nepostoupil a mandát senátora se mu obhájit nepodařilo.

### Hnutí STAN
Na IX. republikovém sněmu STAN v Praze byl dne 25. března 2017 zvolen místopředsedou hnutí. Funkci zastával do dubna 2019.

## Rodina
Je podruhé ženatý. Z prvního manželství má dceru Michaelu. S druhou manželkou vychovává syny Daniela a Sebastiana.
Jan Horník se vždy aktivně věnoval sportu – vedle volejbalu to bylo lyžování. V době nesvobody přispíval k rozvíjení politicky nepopulárních „západních" sportů jako skateboard, surfing, jachting.